# Blauwe Kamer (natuurgebied)
De Blauwe Kamer is een rivieroeverreservaat aan de noordelijke oever van de Nederrijn tussen Rhenen en Wageningen. Het maakt deel uit van de ecologische hoofdstructuur van Nederland. Het gebied bevindt zich op het voormalige terrein van steenfabriek De Blauwe Kamer. De restanten van het complex, waaronder de schoorsteen, zijn in het natuurgebied te vinden.

## Inleiding
Het gebied ontleent zijn naam aan een voormalige hofstede die al op een kaart van 1636 voorkomt. Het was toen een aanzienlijk huis. Daarna was er een boerderij genaamd "Blauwe Kamer", en nog later een steenfabriek met dezelfde naam die tot 1975 bakstenen produceerde. Door veranderende productiewijzen kwam een einde aan deze en vele andere kleine steenfabrieken.
In 1984 kocht Het Utrechts Landschap De Blauwe Kamer. Het terrein bestond uit 80 hectare grasland en 20 hectare kleiputten. De klei is tussen 1880 en 1975 afgegraven ten behoeve van de steenfabricage. Door de kleiwinning is het terrein afgevlakt, natuurlijke hoogten zijn verdwenen, en bestaat uit vooral laaggelegen grasland. In 1989 kocht Het Utrechts Landschap ook het terrein van de voormalige steenfabriek. Dit om de industriële ontwikkelingen te voorkomen. Het project kost 2,2 miljoen gulden en is gefinancierd door het Ministerie van Landbouw, Natuurbeheer en Visserij, het Ministerie van Verkeer en Waterstaat, het Wereldnatuurfonds en de provincie Utrecht.
De uiterwaard kreeg een nieuwe bestemming; middels natuurontwikkeling zijn de voorwaarden geschapen om weer een natuurlijke rivieroever te laten bestaan. De ontwikkeling werd vertraagd door boerenprotest. De zomerdijk is doorbroken waardoor meer water het gebied binnenstroomt. Boeren met land in het binnendijks gebied waren bang voor meer kwel en tekenden protest aan. Met een pakket aan maatregelen, waaronder drainage, is het belangrijkste bezwaar tegen het project weggenomen.

## Ruimtelijke ontwikkeling
De Blauwe Kamer was in 1992 een van de eerste projecten waar volgens het gedachtegoed van Plan Ooievaar de zomerkade van de uiterwaard werd doorgestoken om zo de natuurlijke dynamiek van het rivieroeverlandschap te herstellen. Hierdoor loopt het laag gelegen gebied al bij een geringe verhoging van de waterstand in de rivier onder water. Gecombineerd met de inzet van grote grazers is er daardoor een meer divers landschap ontstaan.
In 2002 is de Grebbeberg, die de zuidkant van de Utrechtse Heuvelrug vormt, verbonden met de Blauwe Kamer. Sindsdien beschikken de koniks en galloways over een royaal hoogwatervluchtgebied. In het kader van de ecologische hoofdstructuur is De Blauwe Kamer onderdeel van een project waarbij de Utrechtse Heuvelrug, de Veluwe en de rivieroevers van de Maas en Waal met elkaar verbonden raken. Daartoe dienen nog een groot aantal belemmeringen zoals de N225 te worden opgelost.

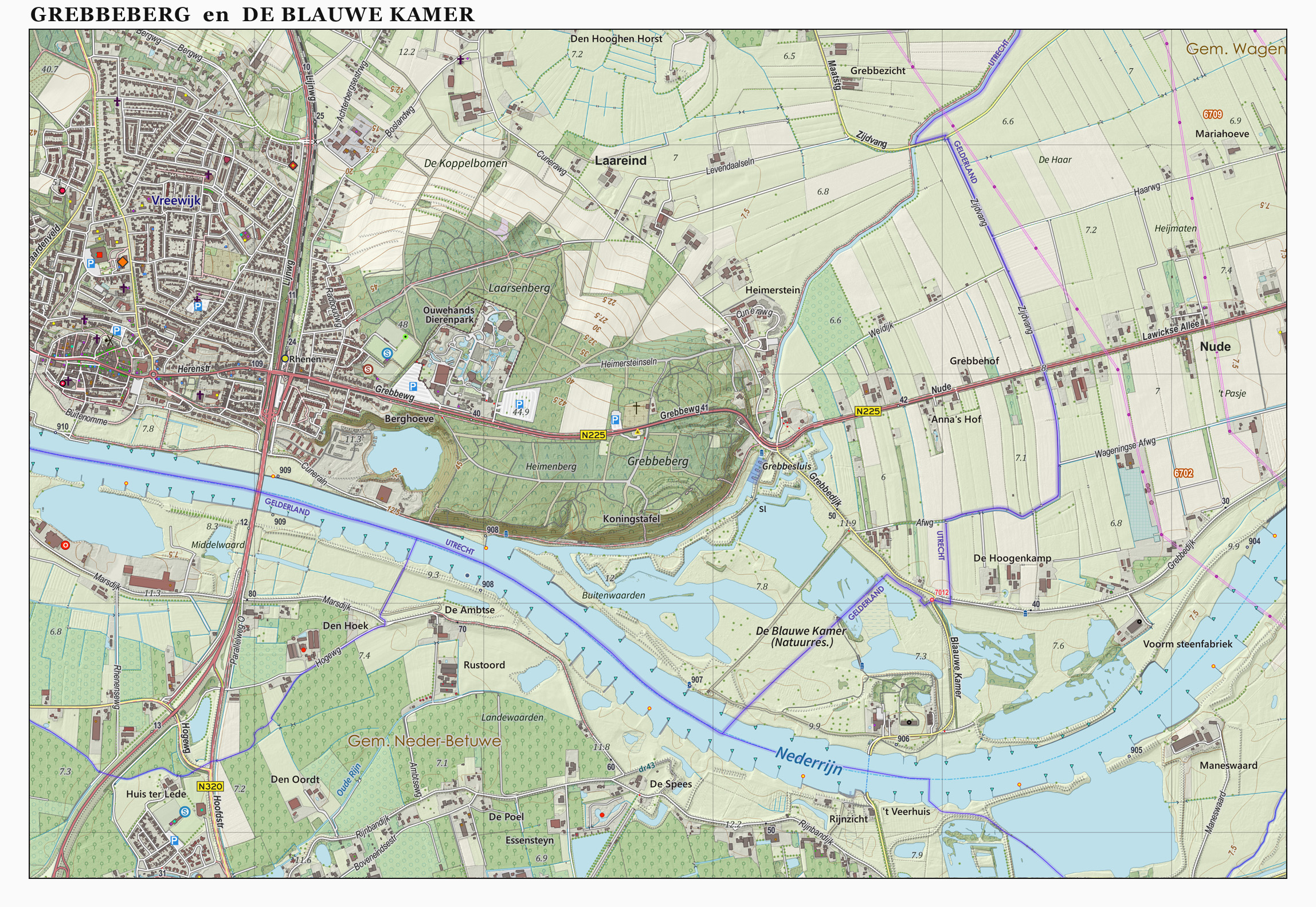
Topografie van de Blauwe Kamer met Grebbeberg
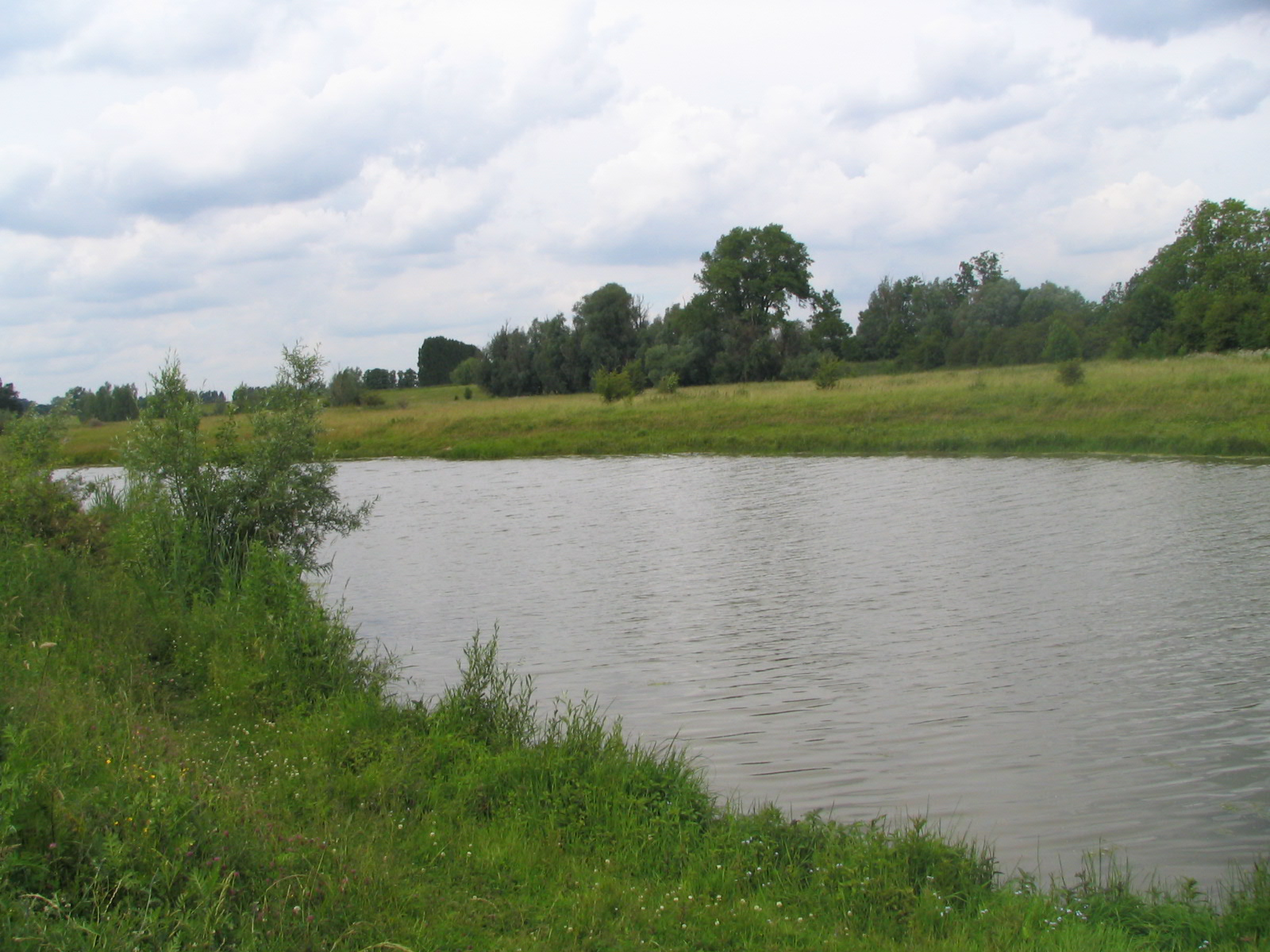
Blauwe Kamer
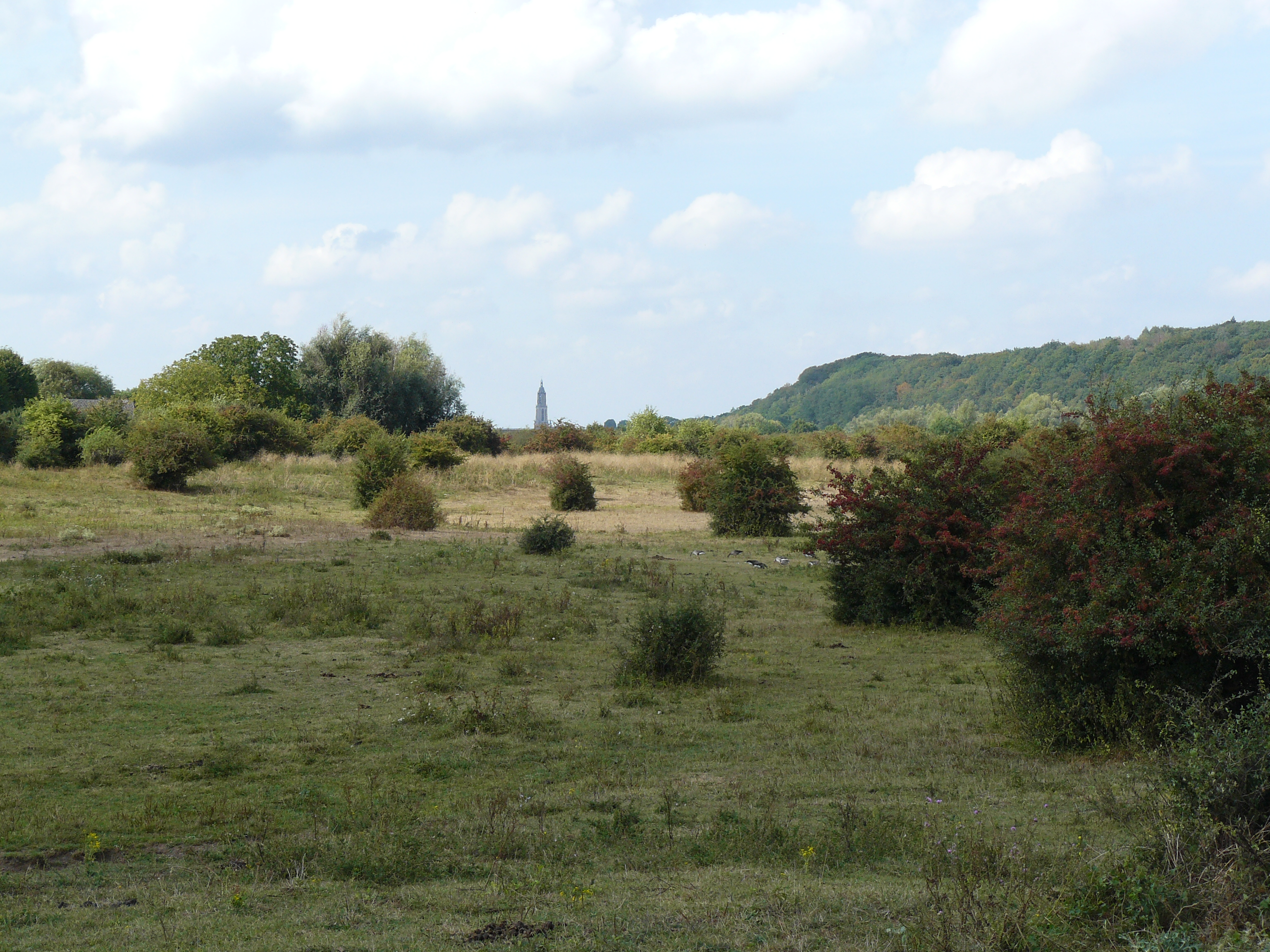
Zicht over Blauwe Kamer met in het midden de kerktoren van Rhenen en rechts daarvan de Heimenberg
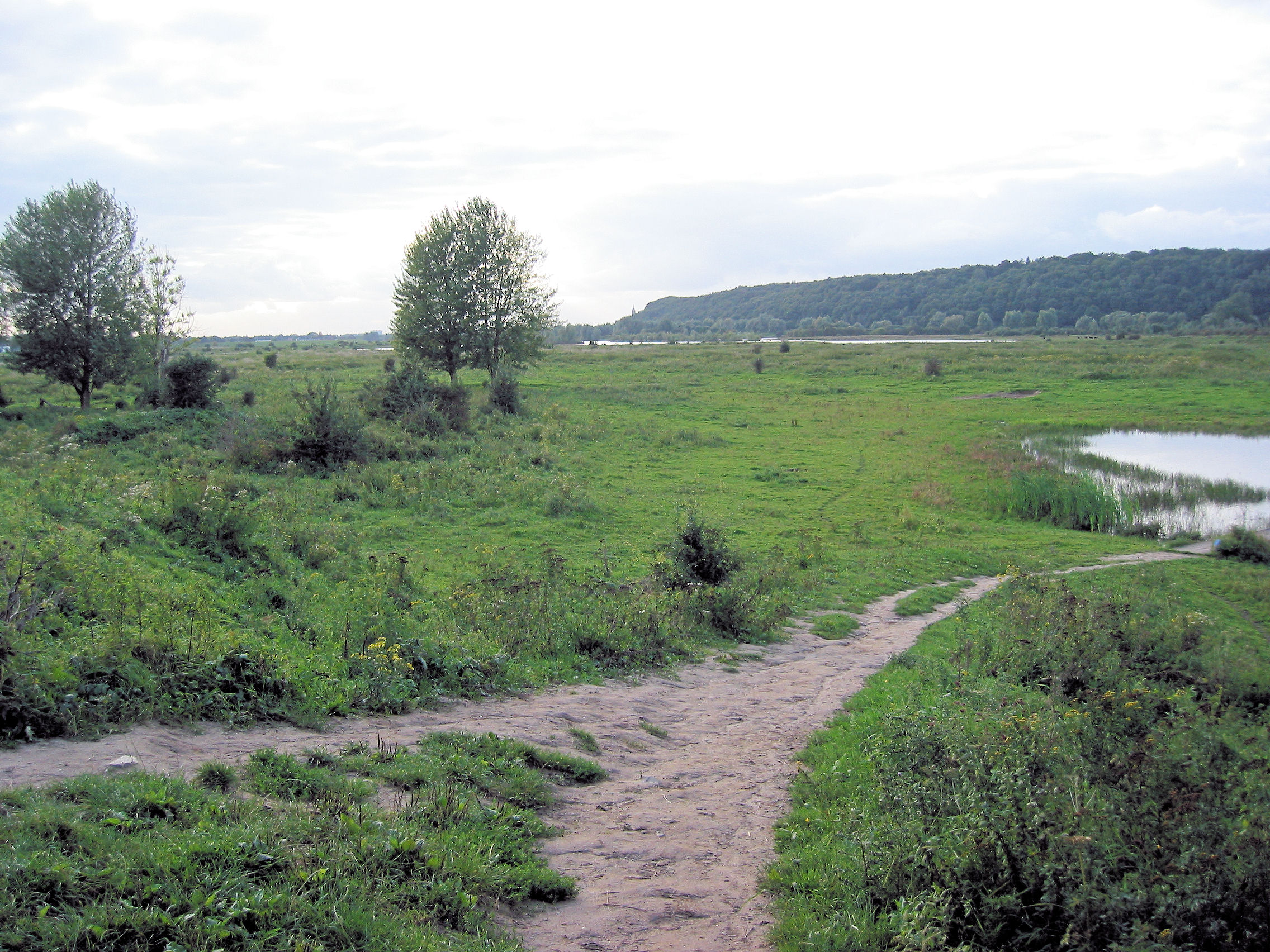
Blauwe Kamer met Grebbeberg
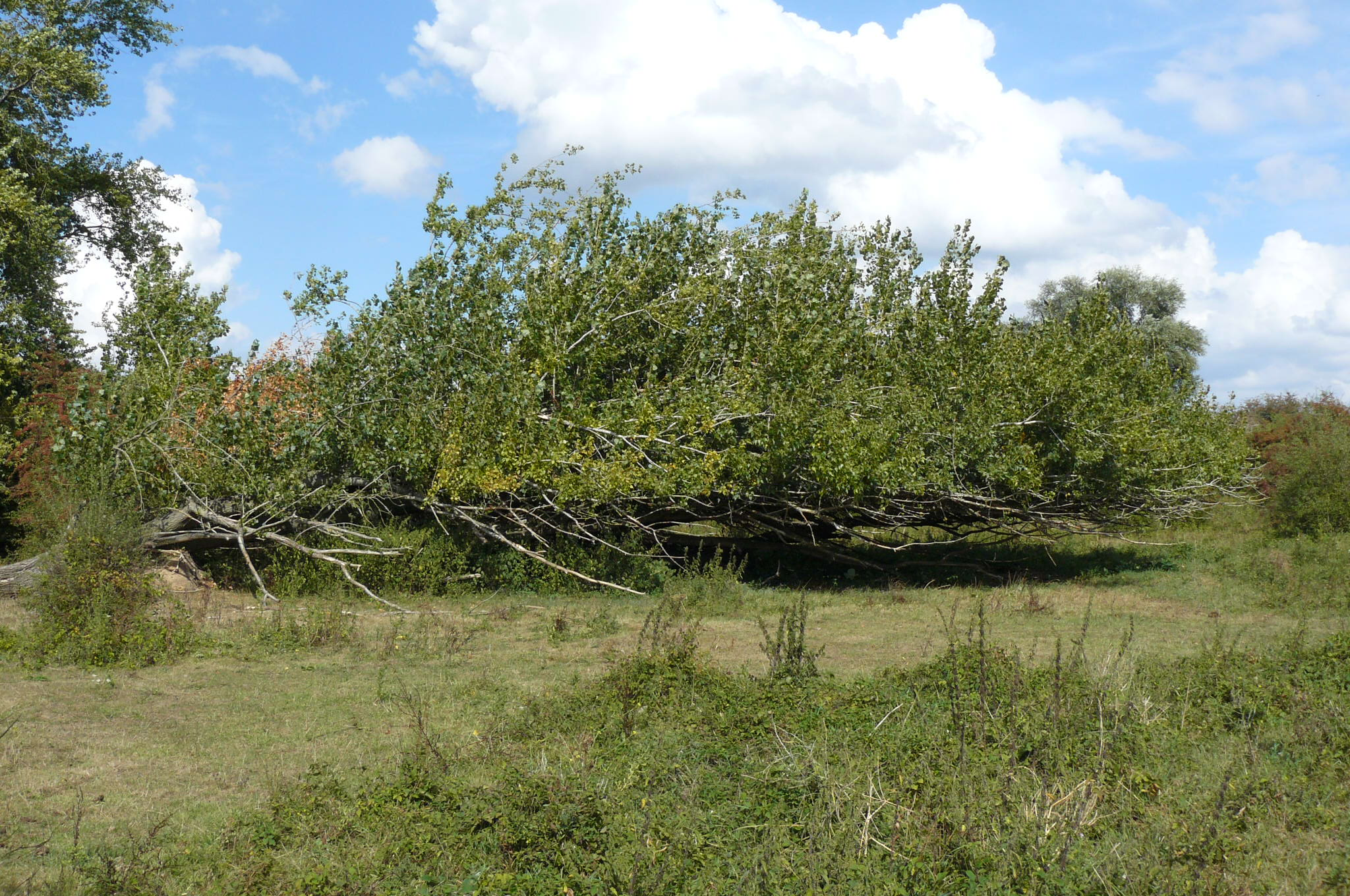
Omgewaaide populier in de Blauwe Kamer
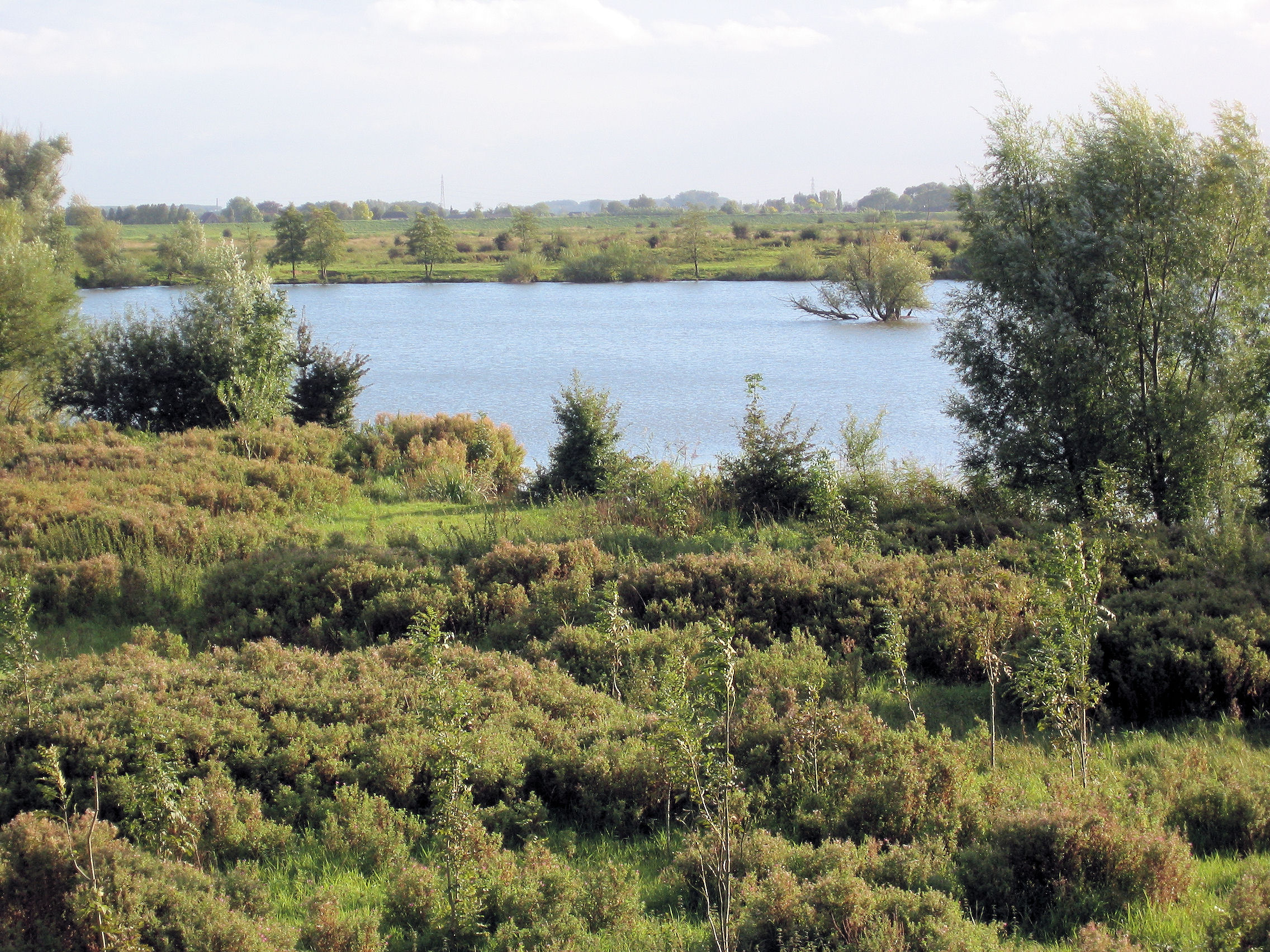
Blauwe Kamer vanaf de Grebbedijk
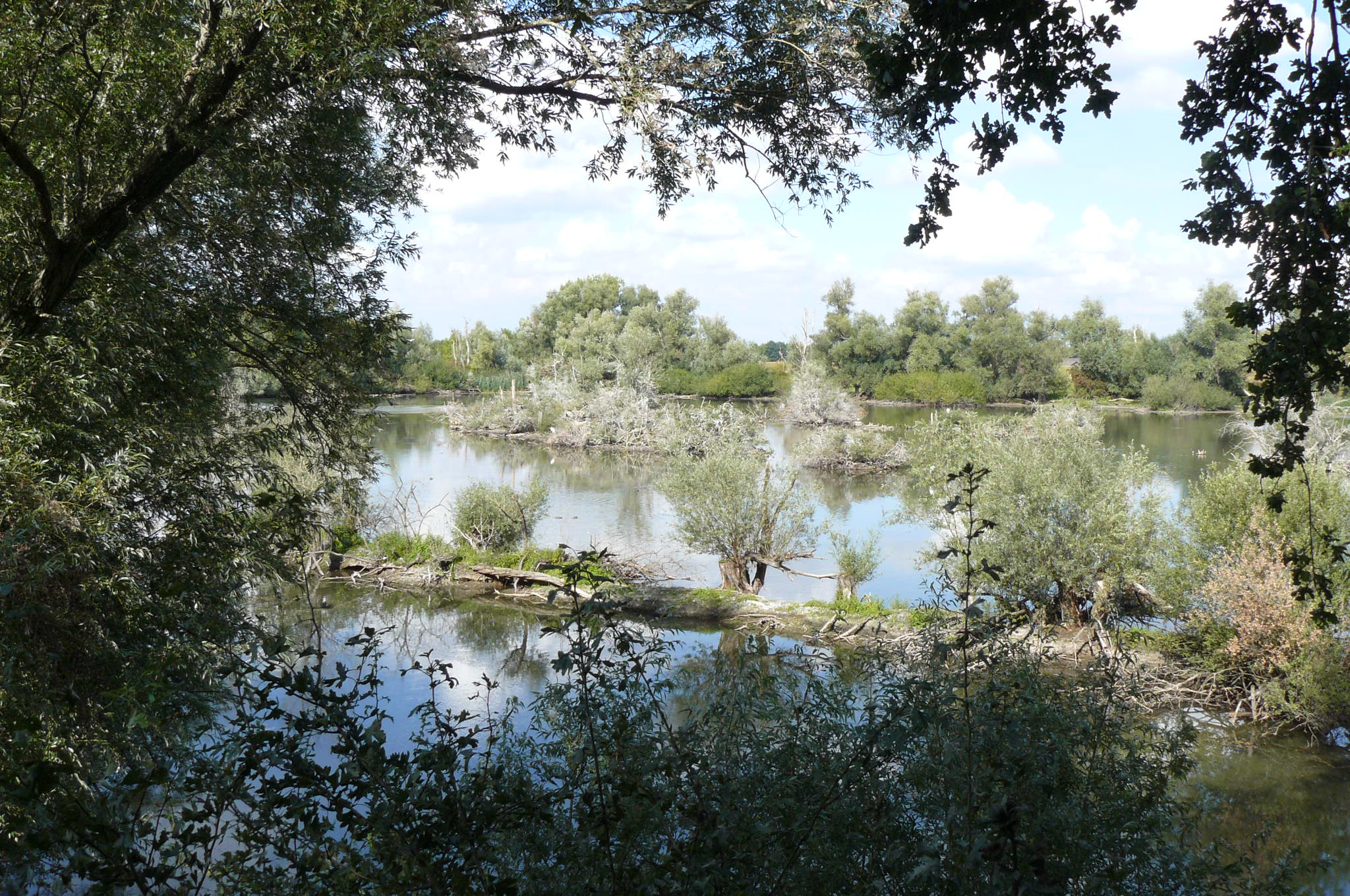
Zicht uit vogelkijkhut op poel in de Blauwe Kamer

## Natuurlijke ontwikkeling
Bij de herinrichting van de Blauwe Kamer, zijn de oude strangen en geulen uitgegraven en is de zomerdijk doorgestoken. Hierdoor draagt de Blauwe Kamer weer bij aan de biomassa in de Nederrijn. De vis kan paaien in het ondiepe water en de opgroeiende vis vindt zijn weg terug naar de rivier. Door de kracht van het water wordt er soms grond weggeslagen en soms vindt er afzetting plaats. Na een periode van hoge waterstand, is er zo een laag zand van veertig centimeter afgezet. Door die dynamiek ontstaat het geschikte milieu voor planten en dieren die langs de rivieren te vinden zijn. De natuurontwikkeling is echter gedeeltelijk ten koste gegaan van de cultuurhistorie in het gebied en het eeuwenoude cultuurlijke uiterwaardenlandschap met zijn door heggen afgescheiden percelen.
Zachthout-ooibos van wilgen en populieren ontstaat door aanspoeling en uitzaaiing. Door de nabijheid van loofbossen op de nabije Grebbeberg wordt ook de ontwikkeling het in Nederland zeer zeldzaam geworden hardhout-ooibos gestimuleerd. In de Blauwe Kamer zijn zaailingen van es en eik waargenomen. Door de relatief lage graasdruk, ontwikkelen die boompjes zich voorspoedig.

## Fauna

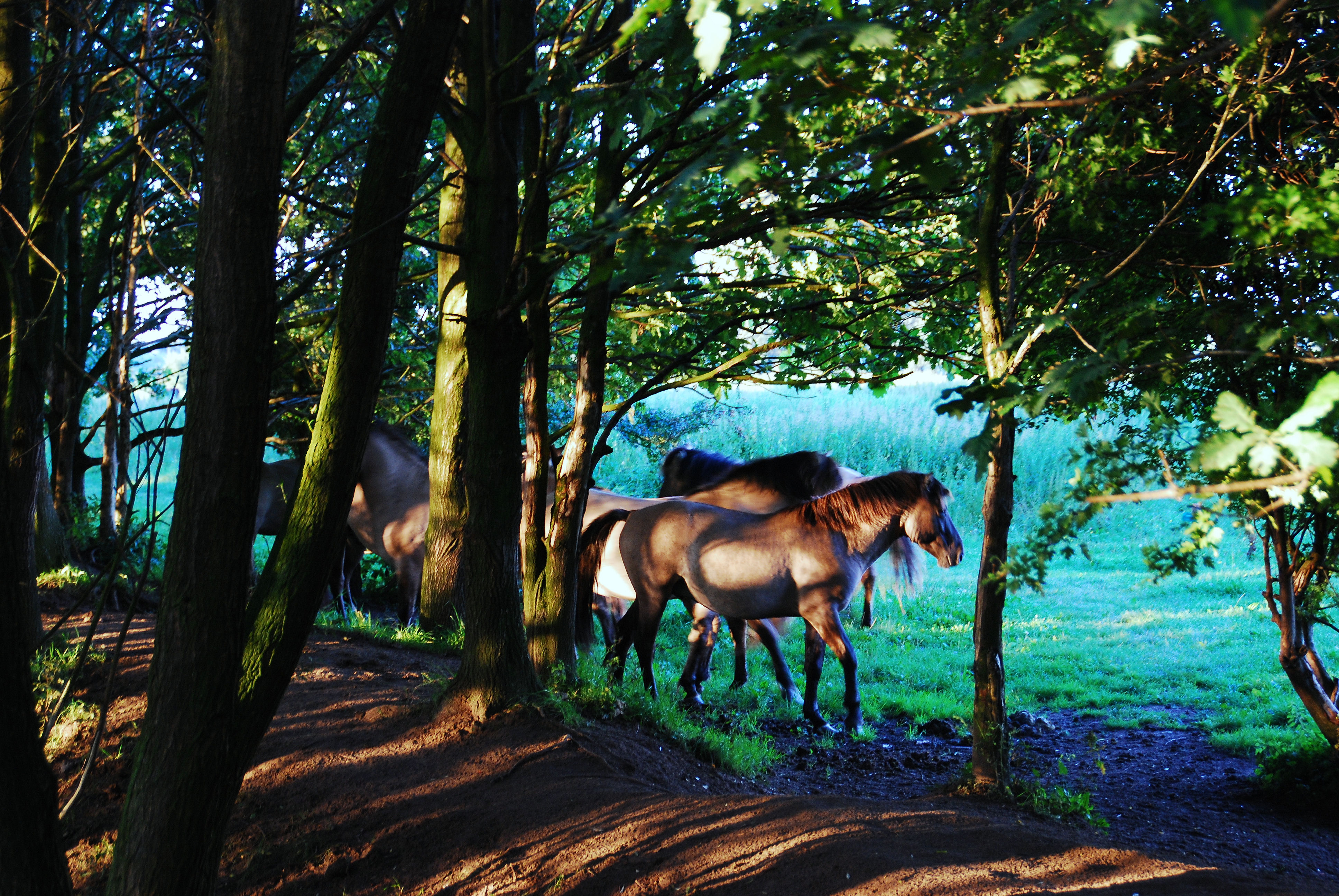
Konikspaarden Blauwe Kamer

In de Blauwe Kamer komt een grote diversiteit aan dierenleven voort. Sinds de Blauwe Kamer met de Grebbeberg is verbonden begrazen Konikspaarden en Gallowayrunderen het gebied. Verder zijn er hazen, konijnen, muskusratten, beverratten (beide soorten worden bestreden in het gebied), bevers en vossen en ongetwijfeld nog meer kleine roofdieren en knaagdieren.
Verschillende vogels kunnen hier zich goed handhaven. Het aantal soorten broedvogels schommelt tussen de 60 en 75. De vogeldichtheid neemt toe; het aantal vastgestelde territoria was in 1993 iets meer dan 500 en verdubbelde in de periode 2006-08. De aalscholver broedt er sinds 1998 en de lepelaar broedt er sinds 2004. Het aantal broedparen lepelaars steeg tussen 2004 en 2008 tot 17. In 2020 waren er al 40 broedparen. De klapekster is een vaak voorkomende wintergast. De visarend is hier ook regelmatig op doortrek te vinden, vooral in de maanden april en september.

## Recreatie
Er zijn in het gebied diverse wandelingen uitgezet en er is een vogelkijkhut. Een deel van het terrein is publiek toegankelijk, maar het grootste deel is bestemd als rustgebied voor dieren. Verder is er een restaurant met terras.
Bij het informatiecentrum van het Utrechts Landschap, kan de Nederrijn overgestoken worden met de pont naar Opheusden.